# دانشگاه آزاد اسلامی واحد تربت جام
دانشگاه آزاد اسلامی تربت جام یکی از واحدهای آموزشی دانشگاه آزاد اسلامی ایران در شهر تربت جام است.